# Yarmouk (Kuwait)
Yarmouk (arabisch اليرموك, DMG al-Yarmūk) ist ein Distrikt innerhalb des Hauptstadtgouvernements von Kuwait und auch Teil von Kuwait-Stadt. Im Jahr 2018 wurde der Bereich auf 24.634 Einwohner geschätzt. Der Distrikt ist in vier Blöcke aufgeteilt und beinhaltet in der Mitte ein Krankenhaus sowie mehrere Bildungseinrichtungen. Im Südosten gibt es noch einen Park.